# Jüdischer Friedhof (Grebenau)

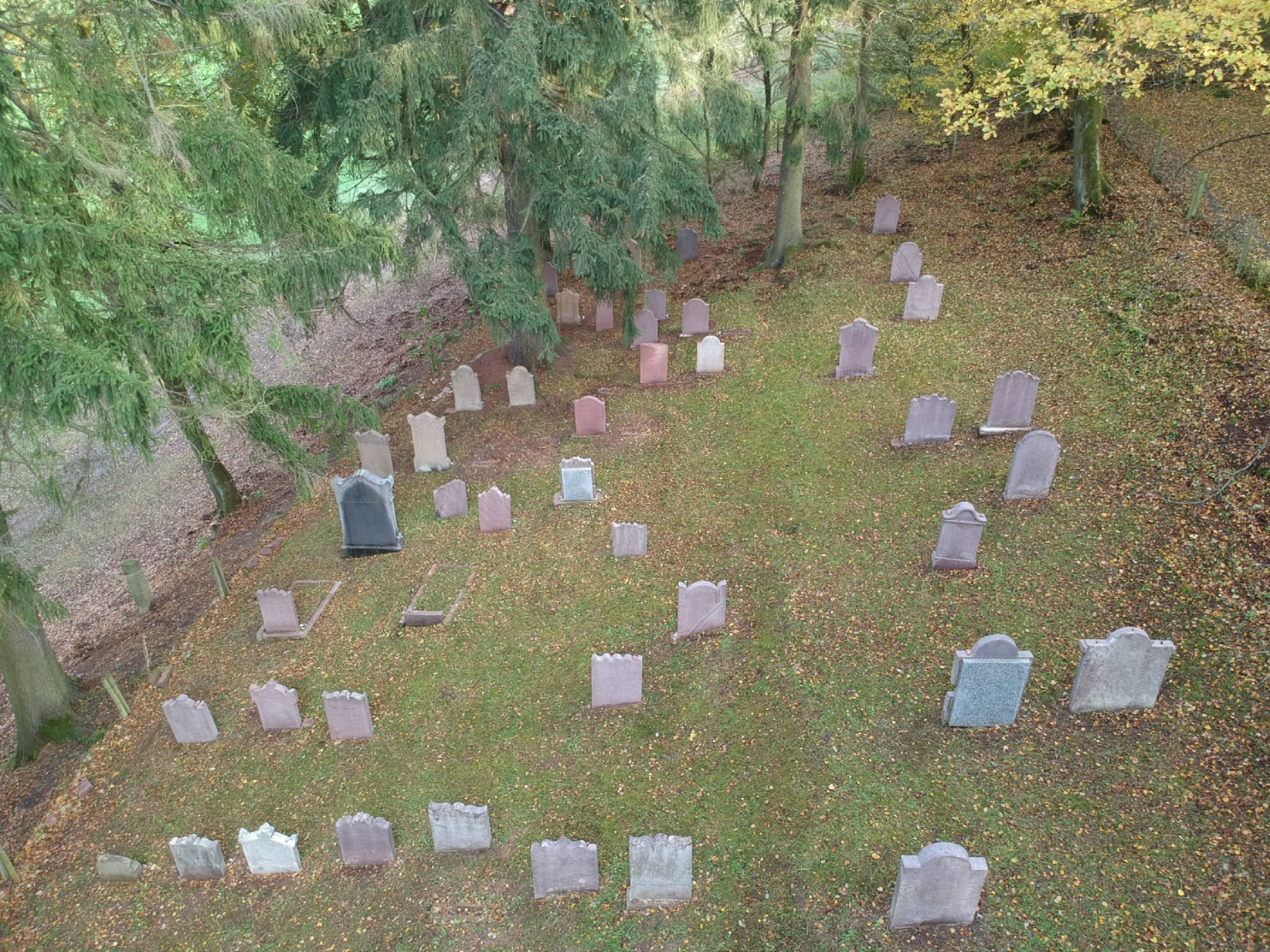
Östlicher Teil des Jüdischen Friedhofs in Grebenau

Der Jüdische Friedhof in Grebenau, einer Stadt im Vogelsbergkreis in Hessen, wurde Ende des 18. Jahrhunderts errichtet. Der jüdische Friedhof, in einem von Wald umgebenen Wiesental an einem Hang gelegen, ist ein geschütztes Baudenkmal.

## Geschichte
Die Toten der jüdischen Gemeinde Grebenau wurden zunächst auf dem jüdischen Friedhof in Angenrod beigesetzt. Der Friedhof in Grebenau wurde vermutlich in der zweiten Hälfte des 18. Jahrhunderts angelegt. Heute sind noch etwa 120 Grabstellen vorhanden. Die Friedhofsfläche umfasst 28,31 ar.
Zwischen dem alten und dem neuen Teil steht ein Gedenkstein mit einem Davidstern und der Aufschrift: „Schauet und sehet ob ein Schmerz gleichet meinem Schmerze, der mir angetan wurde. Klagelieder Kapitel 1, Vers 12. Dieses Denkmal ist gewidmet dem Andenken unserer 44 Jüdischen Mitbürger die in den Jahren 1938–1945 der Brutalität des damaligen Nationalsozialismus zum Opfer fielen. ALS MAHNMAL ERRICHTET 1975“.
Seit dem Frühjahr 2021 findet ein umfangreiches Gemeindeprojekt zur Sanierung und Digitalisierung des Jüdischen Friedhofs in Grebenau statt. Es soll einerseits den Bestand des Jüdischen Friedhofs für künftige Generationen Grebenaus erhalten und den Nachfahren der jüdischen Grebenauer, die in den USA und in Israel leben, die Möglichkeit eröffnen, die Ruhestätten ihrer Vorfahren zu besichtigen.

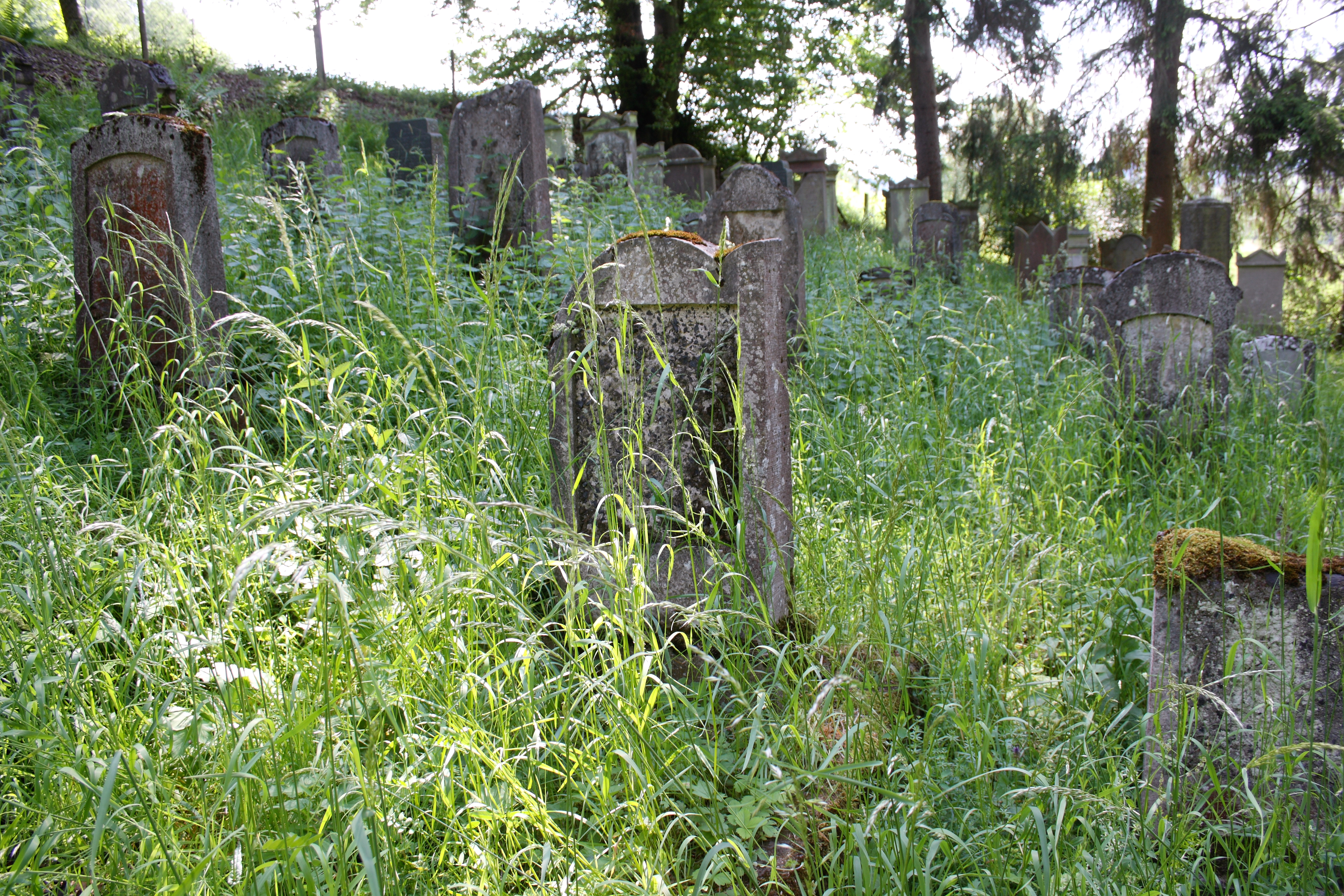
Jüdischer Friedhof in Grebenau
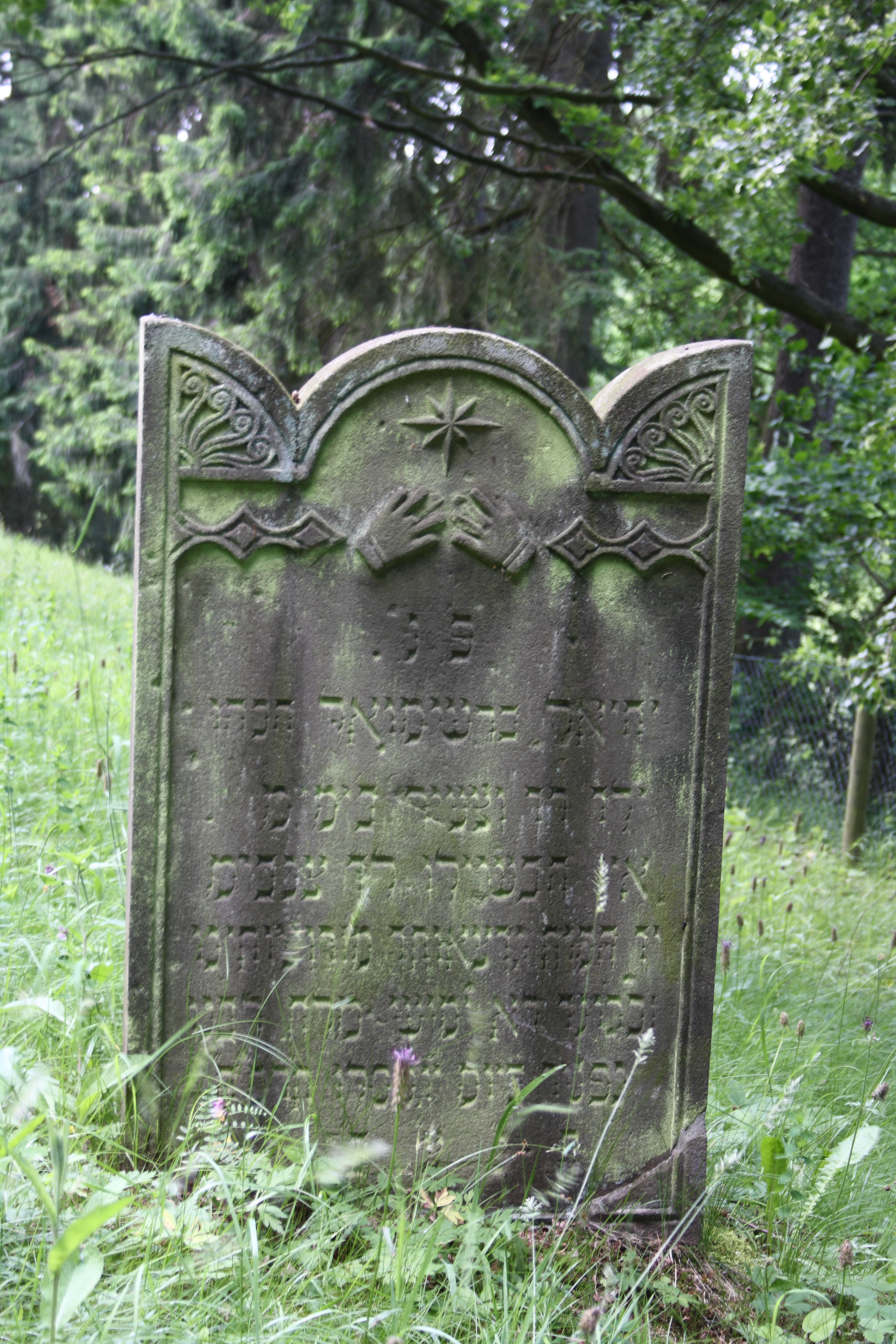
Einzelner Grabstein
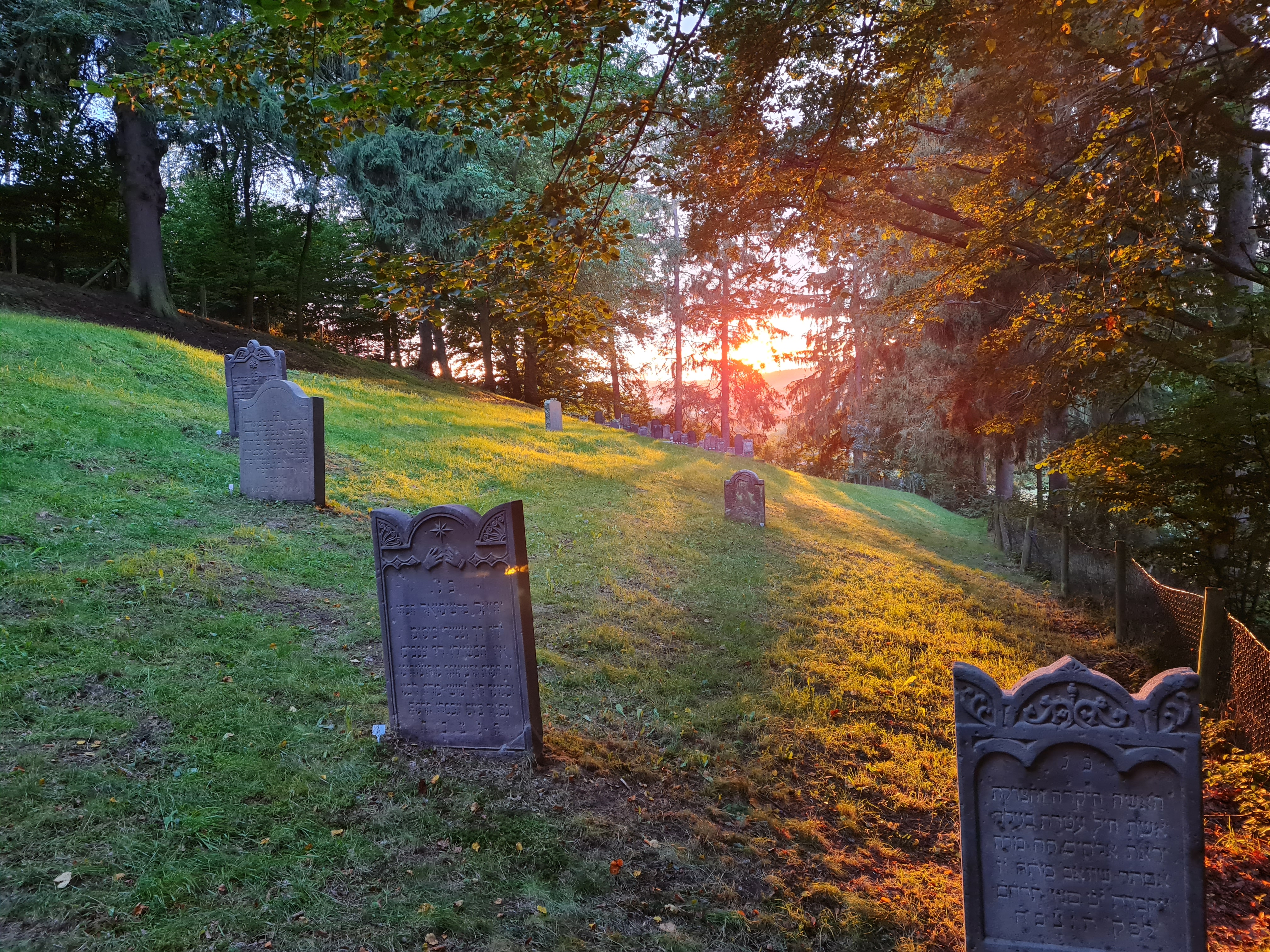
Jüdischer Friedhof bei Beginn des Sabbat
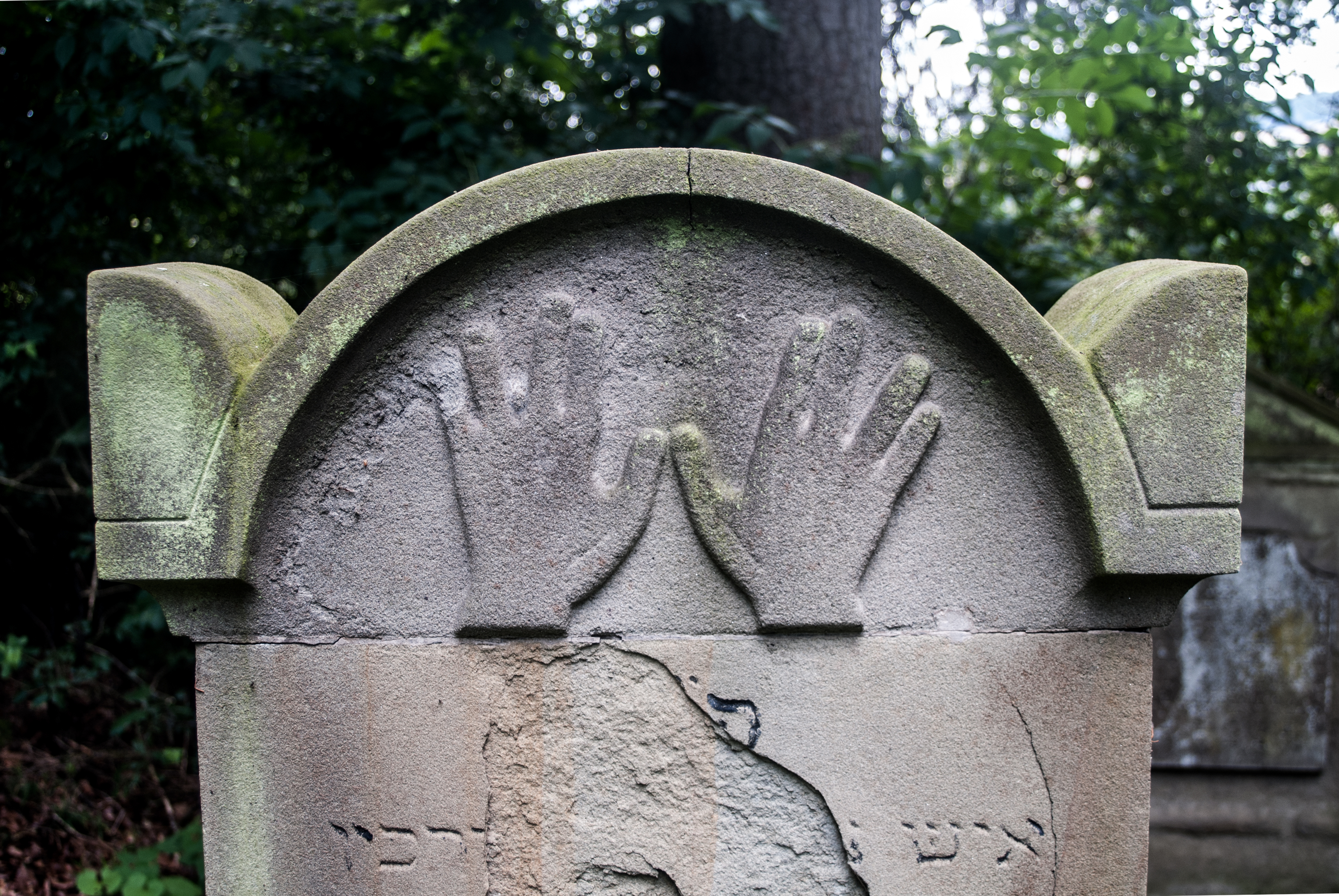
Grabstein mit Priesterhänden
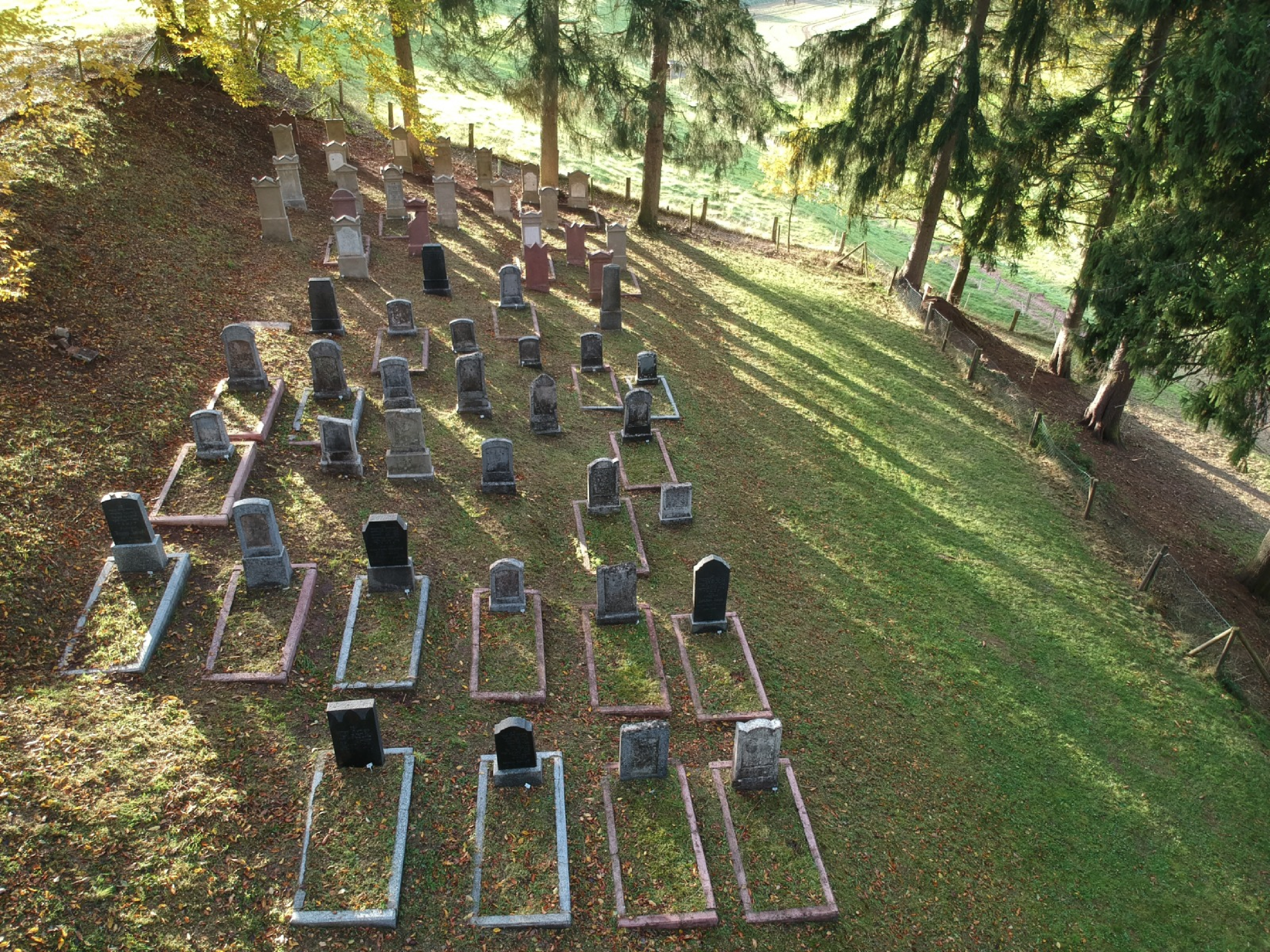
Westlicher Teil des Jüdischen Friedhofs in Grebenau